# Canadian Open 2005
Die Canada Open 2005 im Badminton fanden vom 7. bis zum 13. November 2005 statt.

## Sieger und Platzierte
| Disziplin    | Gold                         | Silber                         | Bronze                              |
| ------------ | ---------------------------- | ------------------------------ | ----------------------------------- |
| Herreneinzel | Hariawan                     | Lee Seung-hwan                 | Geoffrey Bellingham                 |
| Herreneinzel | Hariawan                     | Lee Seung-hwan                 | Janek Roos                          |
| Dameneinzel  | Lee Yun-hwa                  | Kim Young-mi                   | Rachel Hindley                      |
| Dameneinzel  | Lee Yun-hwa                  | Kim Young-mi                   | Rebecca Bellingham                  |
| Herrendoppel | Han Sung-wook Kang Kyung-jin | Jung Sung-gyun Park Young-sang | Pieric Langlais-Gagne Manual Thomas |
| Herrendoppel | Han Sung-wook Kang Kyung-jin | Jung Sung-gyun Park Young-sang | Geoffrey Bellingham Craig Cooper    |
| Damendoppel  | Jun Woul-sik Ra Kyung-min    | Ha Jung-eun Oh Seul-ki         | Joo Hyun-hee Kim Young-mi           |
| Damendoppel  | Jun Woul-sik Ra Kyung-min    | Ha Jung-eun Oh Seul-ki         | Rebecca Bellingham Rachel Hindley   |
| Mixed        | Kang Kyung-jin Ha Jung-eun   | Han Sung-wook Joo Hyun-hee     | William Milroy Tammy Sun            |
| Mixed        | Kang Kyung-jin Ha Jung-eun   | Han Sung-wook Joo Hyun-hee     | Craig Cooper Lianne Shirley         |